# Ujście

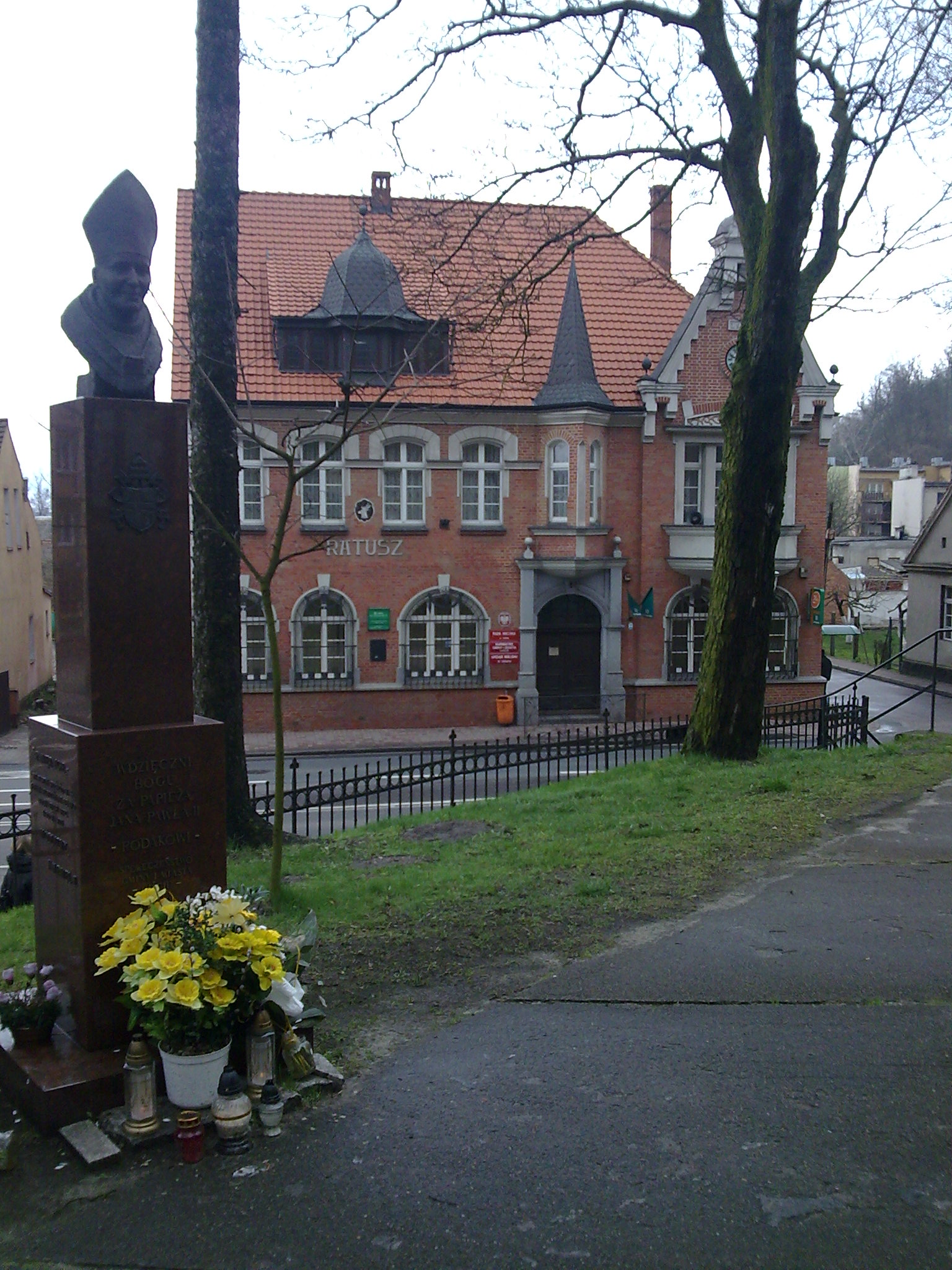
Ujścies rådhus.

Ujście, tyska: Usch (Netzekreis), fram till 1937 Deutsch Usch, är en småstad och kommunhuvudort i Polen, belägen i Powiat pilski i Storpolens vojvodskap. Orten hade 3 761 invånare i juni 2016 och hela kommunen Gmina Ujście sammanlagt 8 007 invånare samma år.

## Geografi
Ujście ligger vid Notećs södra strand, mittemot Gwdas mynning i Noteć. Distriktets huvudort Piła ligger omkring 10 kilometer uppströms längs Gwda. Stadsbebyggelsen ligger intill Noteć och omges av höjder.

## Historia
Ortnamnet är ett gammalt slaviskt ortnamn som betyder (flod)mynning. Orten omnämns i skrivna källor redan under 1000-talet och hade då en befäst borg i anslutning till staden, men idag återstår få spår av borgruinen på slottsberget. I början av 1100-talet kontrollerades området av hertigarna av Storpolen. 1108 intogs borgen av hertigdömet Pommern men återerövrades av Boleslav III av Polen. 1223 lyckades Władysław Odonic inta borgen och försvarade den framgångsrikt mot släktingen Vladislav III. Från 1296 kom hertigarna av den schlesiska grenen av huset Piast att kontrollera staden under flera årtionden.
Staden gavs stadsrättigheter enligt Magdeburgrätten av Vladislav II av Polen 1413.
Under Karl X Gustavs polska krig stod här slaget vid Ujście omkring flodövergångarna den 24 till 25 juli 1655, vilket var krigets första större fältslag. Arvid Wittenbergs svenska armé, till stora delar bestående av veteraner från trettioåriga kriget, tvingade här den långt mindre stridsvana storpolska milisen under de lokala adelsmännen Krzysztof Opaliński och Andrzej Grudziński att kapitulera.
Staden blev del av Preussen genom Polens första delning 1772 och förblev under preussisk och sedermera tysk kontroll fram till Versaillesfreden 1919, då området blev del av den andra polska republiken. Efter andra världskrigets tyska ockupation kom staden att 1945 intas av Röda armén. Den kvarvarande tyskspråkiga delen av områdets befolkning fördrevs i samband med krigsslutet.

## Vänorter
- Krakow am See, Mecklenburg-Vorpommern, Tyskland